# Richie Ray
 (octobre 2021).
Si vous disposez d'ouvrages ou d'articles de référence ou si vous connaissez des sites web de qualité traitant du thème abordé ici, merci de compléter l'article en donnant les références utiles à sa vérifiabilité et en les liant à la section « Notes et références ».
Ricardo "Richie Ray", est un musicien nuyoricain de salsa, né Ricardo Maldonado le 15 février 1945, à Brooklyn (New York), de parents portoricains.

## Biographie
Connu comme « le roi de salsa », leader de groupes, compositeur, arrangeur et pianiste virtuose et inséparable de son perpétuel ami Bobby Cruz, Richie Ray a commencé la musique avec le piano à sept ans. Le partenariat de longue durée avec Bobby Cruz a commencé juste cinq ans plus tard en 1957 lorsque Richie Ray jouait de la basse dans un groupe mené par Bobby Cruz.
Richie Ray a suivi le conservatoire de musique de Brooklyn, le lycée
LaGuardia High School (celui de la série et du film Fame) et l'École de Musique Juilliard School; Il s'est tourné vers divers genres de musique latine populaire, incluant à ce moment-là la guajira, le cha-cha-cha, le boléro et d'autres. 
Richie Ray a quitté Juilliard School après un an pour organiser et se consacrer à son propre groupe, qui a inclus son ami Bobby Cruz comme chanteur principal. Il a signé avec Fonseca Records et a sorti son album en 1964 qui incluait le tube « Mambo Jazz ».
L'album suivant, On The Scene With Ricardo Ray (Sur la scène avec Ricardo Ray),
contenait une interprétation  brillante de « Parisian Thoroughfare » de Bud Powell, un morceau qui passait du latin jazz au mambo. L'album Jango, sorti en 1966, a aussi connu le succès auprès de la communauté afro-américaine.
En 1966, Richie Ray est passé chez Alegre Records et sorti neuf albums sur ce label.
Il a expérimenté le style de fusion de musique latine et de soul appelée boogaloo, sur son premier album pour Alegre : Se Soltó, qui n'a pas eu beaucoup de succès. 
Le suivant, plus commercial, Jala Jala y Boogaloo, a été bien reçu, peut-être parce qu'il a inclus un de ses plus grands succès « Jala Jala », que Bobby Cruz a coécrit avec lui. 
En 1968, Richie Ray et Bobby Cruz ont sorti « Los Durísimos ».
En 1970, ils ont quitté New York pour Porto Rico, pour raisons professionnelles et personnelles. Transition difficile d'abord, ils ont eu ensuite assez d'argent pour ouvrir un nightclub à San Juan, qu'ils ont revendu ensuite, car cela leur prenait trop de temps et qu'il préféraient se consacrer aux concerts.
Richie Ray et Bobby Cruz ont signé chez Vaya Records, une filiale de Fania Records. 
Malheureusement, la qualité de leurs enregistrements (années 1970 et années 1980) était inégale. El Bestial Sonido De... (Richie Ray y Bobby Cruz) en 1971, le tout premier album sorti chez Vaya a été leur meilleur album sur ce label, avec une composition de Rubén Blades "Guaguanco Triste". En 1972 le duo a sorti Ricardo Ray Presenta Vimarí, mais c'était un album décevant.
Cependant, Jammin' Live, sorti la même année, avec Vimarí comme chanteur principal, était mieux. 
En 1974, Richie Ray a eu quelques problèmes qui l'ont conduit à des abus d'alcool et de drogue, mais au mois d'août, il a étonné tout le monde en annonçant qu'il était devenu un chrétien évangélique. Ceci a radicalement changé sa carrière et son rapport avec Bobby Cruz.
La musique est passée en arrière-plan ce qui a provoqué une tension avec Bobby Cruz.
Leurs rapports se sont arrangés quand Bobby Cruz s'est lui aussi converti.
De nouveau ensemble, ils ont abandonné la salsa laïque et ont commencé à enregistrer des thèmes religieux, utilisant leur musique pour convertir. 
Malgré ces changements spectaculaires, le public a continué à être fan du duo. En 1975 est sorti "La Reconstrucción" leur neuvième album qui devient disque d'or.
L'album incluait le tube "Juan En La Ciudad", qu'ils ont coécrit.
Ils ont suivi avec Viven! en 1977, qui incluait le tube "El Rey David", une autre composition commune.
De même, De Nuevo Los Durísimos' (1980) et le dernier album sorti sur Vaya, Inconfundibles (1987), ont été couronnés de succès. 
Ensemble, Richie Ray et Bobby Cruz sont les pasteurs de plus de 20 églises de Porto Rico aux États-Unis, et Richie Ray a fondé le label indépendant Salvation Records pour diffuser la musique chrétienne.
Il a continué sa carrière musicale bien que son ami de longue date, Bobby Cruz, s'était retiré. 
En 1991, Richie Ray et Bobby Cruz se sont réunis pour des concerts 
couronnés de succès à San Juan et de nouveau à New York. Ils se sont réunis 
de nouveau en 1999 pour le "Sonido Bestial", le concert à San Juan qui a été 
enregistré et a inclus le tube Agúzate,
sélectionnée comme un des meilleurs enregistrements de 1999 qui aidé au retour du duo sur la scène musicale portoricaine.